# NGC 213
NGC 213 es una galaxia espiral barrada localizada en la constelación de Piscis.